# A Odisseia de Worthing
A Odisseia de Worthing (1983) é um livro de ficção científica de Orson Scott Card que faz parte das "the Worthing series".  

## Sinopse
Jason Worthing (Jasão na versão em português) e uma de suas longínquas descendentes, chamada Justiça, vão a um pequeno vilarejo num planeta primitivo, para pedir a um garoto chamado Lared que escreva um livro para eles. Este livro contaria a história sobre o porquê de Abner Doon ter destruído o império e o Planeta Capitólio, e sobre como e porque os descendentes de Jason destruiram o Planeta Worthing. Ele também explica por que as pessoas em todo a parte da galáxia não são mais protegidos pelos "deuses" da dor e do sofrimento.